# Mario Vecchiato
Mario Vecchiato (Udine, 24 ottobre 1948) è un ex martellista italiano, attivo negli anni '70.

## Biografia
Nel 1971 vinse la medaglia d'argento ai Giochi del Mediterraneo e si piazzò decimo ai Campionati europei.
L'anno seguente partecipò alle Olimpiadi di Monaco di Baviera dove riuscì a qualificarsi per la finale, che concluse al nono posto. Sempre nel 1972 stabilì il record italiano della specialità con la misura di 74,36 m.

## Palmarès
| Anno | Manifestazione          | Sede   | Evento              | Risultato | Prestazione | Note  |
| ---- | ----------------------- | ------ | ------------------- | --------- | ----------- | ----- |
| 1971 | Giochi del Mediterraneo | Smirne | Lancio del martello | Argento   | 67,64 m     | [ 1 ] |